# Cosmethis teleleuca
Cosmethis teleleuca är en fjärilsart som beskrevs av Louis Beethoven Prout 1926. Cosmethis teleleuca ingår i släktet Cosmethis och familjen mätare. Inga underarter finns listade i Catalogue of Life.